# Оржиця (село)
О́ржиця — село в Україні, у Гребінківській міській громаді Лубенського району Полтавської області. Населення становить 339 осіб.

## Географія
Село Оржиця розташоване на правому березі річки Гнила Оржиця, вище за течією на відстані  0,5 км розташоване село Слободо-Петрівка, нижче за течією примикає село Загребелля, на протилежному березі — місто Гребінка. На річці зроблена велика загата. Через село пролягає залізниця Гребінка — Золотоноша I, пасажирський зупинний пункт Оржиця.

## Історія
31 березня 2017 року, в ході децентралізації, Гребінківська міська рада об'єднана з Гребінківською міською громадою.
17 липня 2020 року, в результаті адміністративно-територіальної реформи та ліквідації Гребінківського району, село увійшло до складу Лубенського району.